# Nora Parham
Nora Parham, née Williams le 1er janvier 1927 et morte le 5 juin 1963, est la seule femme connue à avoir été exécutée au Belize (le Honduras britannique à l'époque de sa mort). Elle est pendue pour le meurtre de son compagnon, Ketchell Trapp.

## Biographie
Nora Williams est née en janvier 1927 à Punta Gorda, deuxième des quatre enfants d'Alexander Williams, entrepreneur travaillant dans la commercialisation de l'acajou, et de sa femme Caroline. D'origine sud-asiatique, elle est de petite taille, mesurant 1,42 m et pesant 52 kg.
Originaire de Punta Gorda, elle s'installe ensuite à Orange Walk Town. Elle a huit enfants, dont l'un est né en prison. Ses quatre premiers enfants sont conçus avec son mari, Parham, dont elle est séparée, tandis que le père des autres enfants est Ketchell Raymond Trapp, un agent de la police du Honduras britannique. Trapp a la réputation d'être un ivrogne et responsable de violence domestique, et Parham se plaint souvent de son comportement auprès de la police.

## Mort de Ketchell Trapp
Le 6 février 1963, vers midi, Ketchell Trapp prend feu dans les toilettes extérieures de la maison qu'il partage avec Parham. Brûlé au troisième degré sur 90 % de son corps, seuls son cou et sa tête sont indemnes. Il est mort le lendemain à l'hôpital de Belize City. Selon le récit de la police sur la mort de Trapp, Parham aurait mis intentionnellement le feu à Trapp en lui jetant de l'essence et en allumant une allumette. Parham admet avoir jeté l'essence - dans le contexte d'une dispute domestique - mais nie avoir mis le feu à Trapp. Elle déclare que Trapp s'est accidentellement enflammé en allumant une cigarette.

## Procès et exécution
Après la mort de Trapp, Parham est arrêtée et placée en détention provisoire à la prison centrale du Belize. Son procès se déroule devant la Cour suprême, sous la direction de John Havers, le procureur général. Elle plaide non coupable, mais le 30 avril 1963, un jury exclusivement masculin rend un verdict de culpabilité après quatre heures de délibération. Le jury formule simultanément une demande de grâce, comme cela était autorisé, mais Parham est néanmoins condamnée à mort ; il n'y a pas eu de procédure d'appel possible. Dans les semaines qui suivent, un appel à la clémence contenant 2 461 signatures est remis au gouverneur du Belize, Peter Stallard (en), mais il est rejeté sur les conseils du gouvernement du Parti uni du peuple (People's United Party).
Le sort de Parham devient un sujet politique - le journal officiel du PUP, The Belize Times, déclare que la peine devait être exécutée pour démontrer « le respect et l'autorité des tribunaux », tandis que le journal d'opposition Belize Billboard, dirigé par le Parti de l'indépendance nationale (National Independence Party) mène une campagne en faveur d'une grâce.
Nora Parham est pendu à 8 heures du matin le 5 juin 1963 à la prison de Belize City. La veille, 200 personnes participent à une veillée funèbre où la police est très présente par crainte d'une émeute. Elle est enterrée dans une tombe anonyme, au cours d'une cérémonie à laquelle assistent environ 2 000 personnes. Parham reste la seule femme à avoir été exécutée au Belize.